# Cymothoe major
Cymothoe major är en fjärilsart som beskrevs av Heinrich Neustetter 1912. Cymothoe major ingår i släktet Cymothoe och familjen praktfjärilar. Inga underarter finns listade i Catalogue of Life.